# 한국토마토생산자협회
한국토마토생산자협회는 토마토의 판매 및 소비촉진을 위한 홍보사업, 판매확대, 신규시장 개척을 위한 국내외 시장조사 등을 목적으로 2005년 6월 28일 설립된 대한민국 농림수산식품부 소관의 사단법인이다. 사무실은 서울특별시 중구 충정로1가 75에 있다.

## 주요 사업
- 토마토의 수급조절 및 소비촉진 홍보, 시장조사, 교육사업 등
- 기타 협의회의 목적달성을 위한 사업